# Kuhls dwergvleermuis
De Kuhls dwergvleermuis (Pipistrellus kuhlii) is een vleermuis uit de familie der gladneuzen (Vespertilionidae).
Het is een van de kleinere vleermuizen, iets groter dan de gewone dwergvleermuis (Pipistrellus pipistrellus).

## Beschrijving
De vachtkleur kan zeer verschillen. Aan de bovenzijde is het geregeld bruin tot licht kaneelbruin, maar kan tot gelig bruin van kleur zijn. Er bestaat een kleurafwijking, waarbij de bovenzijde zeer donkerbruin is. De onderzijde is lichtgrijs tot grijzig wit. De oren, snuit en vleugels zijn zwartbruin. De oren zijn klein en driehoekig, met een afgeronde punt. De vleugels zijn smal, met een spanwijdte van 200 tot 240 millimeter. Hij wordt 40 tot 47 millimeter lang, met en staart van 30 tot 34 millimeter en een gewicht van 5 tot 10 gram.

## Gedrag
De vleermuis verblijft overdag in een rotsspleet. Laat in de avond en 's nachts vliegt de vleermuis uit. Hij overwintert in rotsspleten en kelders. Ook de kraamkamers bevinden zich in gebouwen en rotsspleten. Meestal bevinden zich een stuk of twintig vrouwtjes in kraamkolonies, maar soms tot honderd dieren. Kuhls dwergvleermuis krijgt meestal twee jongen per worp, maar eenlingen komen ook voor. De vrouwtjes zijn binnen een jaar geslachtsrijp. Kuhls dwergvleermuizen worden ongeveer acht jaar oud, en gemiddeld maar een jaar of twee.

## Voedsel
De Kuhls dwergvleermuis jaagt op kleine vliegende insecten, voornamelijk op dansmuggen, maar ook op andere tweevleugeligen, vlinders, schietmotten en wantsen. Hij vangt laag bij de grond of op middelgrote hoogte, boven het water, in tuinen en rond lantaarnpalen. Hij jaagt op zijn prooi met echolocatie. Als hij prooi heeft gelokaliseerd, maakt hij meer geluiden achter elkaar, de zogenaamde feeding buzz. Rond lantaarnpalen jaagt hij in kleine groepjes van vier tot vijf dieren. Waarschijnlijk is dit, omdat motten de feeding buzz horen, waardoor ze proberen weg te vluchten. Door van één dwergvleermuis weg te vluchten, vliegen ze recht op een andere dwergvleermuis af.

## Verspreiding en leefgebied
Kuhls dwergvleermuis komt vooral in karstgebieden voor, in het laagland en laag in berggebieden, maar kan tot 1923 meter hoogte worden aangetroffen. Hij houdt zich vooral op rond menselijke nederzettingen. De soort komt voor in Zuid-Europa, Noordwest-Afrika, de Canarische Eilanden, Egypte, Kaapverdië, het Arabisch Schiereiland en Turkije oostwaarts tot Pakistan en India. Het is een cultuurvolger, en in Europa breidt de soort zich naar het noorden uit, en de soort wordt recent ook ten noorden van de Alpen aangetroffen, in Zuid-Duitsland. Ook wordt de soort een enkele keer in Groot-Brittannië en Nederland aangetroffen. Deze dieren zijn bijna zeker meegelift met transport over de weg. In 2012 werd de soort in België waargenomen.